# 葉國華 (嘉靖進士)
葉國華（1495年—？年），字尚賔，號觀吾，湖廣武昌府興國州人，軍籍，治《詩經》。

## 生平
七月十五日生，行一。由國子生中式嘉靖七年（1528年）戊子科湖廣鄉試第四十七名舉人，年三十八歲中式嘉靖十一年壬辰科會試第二百八十一名，第三甲第一百一十名進士。觀都察院政，十四年任南昌县知县，陛戶部主事，卒。

## 家族
曾祖葉思恭；祖葉鮮；父葉璁，教諭；母鍾氏；繼母劉氏。具慶下，妻郭氏，弟文華；士華；常華。